# Марцинкув (Лодзинське воєводство)
Марцинкув (пол. Marcinków) — село в Польщі, у гміні Жарнув Опочинського повіту Лодзинського воєводства.
Населення — 85 осіб (2021).
У 1975-1998 роках село належало до Пйотрковського воєводства.

## Демографія
Демографічна структура станом на 2021 рiк:
|          | Загалом | Допрацездатний вік | Працездатний вік | Постпрацездатний вік |
| -------- | ------- | ------------------ | ---------------- | -------------------- |
| Чоловіки | 46      | 15                 | 30               | 1                    |
| Жінки    | 39      | 8                  | 23               | 8                    |
| Разом    | 85      | 23                 | 53               | 9                    |